# 동아방송
동아방송(東亞放送, 영어: Donga Broadcasting System)은 동아일보에서 1963년 4월 25일 개국하여 1980년 11월 30일까지 6,430일 동안 운영했던 옛 대한민국의 민영 라디오 방송이었다. 최종 주파수는 AM 792㎑였으며, 언론 통폐합 이후 KBS라디오서울로 이관한 후, 1991년 3월부터 SBS 러브FM이 이 주파수를 이용하고 있다.

## 역사
이승만 정권의 민간 방송국으로는 서울에 기독교방송(HLKY, 1954년), 부산에 부산문화방송(HLKU, 1959년)이 설립되고, 1960년에 서울 문화방송국 설립이 예정되어 있었을 뿐이었다. 이후 1960년 4.19혁명으로 이승만 정권이 붕괴하고 새로 들어선 장면의 민주당 정부는 민간방송을 장려했고, 언론 방송국의 필요성을 인식했던 동아일보사는 1960년 민간방송 허가 신청을 내 이듬해 5곳의 경쟁을 물리치고 설립 인가를 받았다. 곧 이어 발생한 5.16 군사정변으로 제2공화국이 무너졌으나 박정희 정권은 허가를 취소하지 않았고, 2년 간의 준비 끝에 1963년 동아방송을 설립하여, 라디오 AM 방송을 개국하였다.
1979년 10.26 사태로 유신정권이 무너지자 동아방송은 여의도에 방송국 건립을 하면서 그 동안 번번히 불허되었던 FM 방송, TV 방송, 지역국 설립 허가를 받기 위해 노력한다. 그러나 곧 이어진 12.12 사태로 들어선 신군부인 전두환 정권이 1980년 말 언론통폐합을 실시하면서 동년 12월 1일 KBS에 강제로 통폐합되어 KBS 제4방송으로 개칭되었으며, 동양방송 라디오 방송의 후신인 제3방송이 폐국되는 1981년 9월 7일 KBS 라디오서울로 다시 개칭되었다.
1987년에 발발한 6월 민주항쟁으로 방송민주화의 흐름 속에서, 동아일보는 1988년에 동아방송의 부활을 추진하고 1990년 원상회복 소송인 "무선국허가 부여금지 가처분신청"을 냈으나 결국 무산됐다. 같은 해 노태우 정권이 새로운 민영 방송인 SBS를 허가하면서, 동아방송을 이어받은 KBS 라디오서울은 1991년 3월 11일 오후 5시에 완전히 폐국했다. 라디오서울이 폐국될 당시 KBS는 AM 792kHz 주파수를 SBS에 이관했고, 1990년에 민영방송으로 창립한 서울방송이 해당 주파수를 불하받아 1991년 3월 20일에 SBS 라디오(SBS 러브FM)가 개국하여 지금에 이르고 있다. 그리고 KBS는 SBS가 1993년 경기도 고양시 내곡동 대곡역 예정지 근처에 자체 AM 송신소가 개소하기 전까지 KBS 개봉송신소를 SBS에 임대해 주었는데, 개봉송신소도 본래는 동아방송의 송신소였다.
이후 동아일보는 2010년 케이블 TV 종합편성 채널 허가를 승인받고, 이듬해 말 채널A를 개국하여 다시 방송 부문에 진출하였다.
이 방송국 출신의 대표적인 아나운서로는 손석기가 있다. 손석기 아나운서는 1976년 동아방송에 입사한 이래 언론통폐합에 따라 KBS로 이적하여 활동했고, 동아방송의 라디오 주파수를 받은 SBS의 개국 멤버로 이적하여 2010년 SBS에서 정년퇴임할 때까지 활동했으며 SBS 라디오의 개국 알림 방송을 맡았다.

## 대표 프로그램
- 오후의 응접실 - 전영우 사회자가 이서구, 양주동, 김두희 등의 고정출연자를 중심으로 생활 속의 위트와 유머를 발견하는 프로그램으로, 동아방송의 출범과 함께 시작하여 1970년에는 370회를 넘겼다.[6]
- 오늘은 푸른하늘 - 매일 아침 출근시간대에 10분간 방송되는 일일드라마로, 1967년 970회를 넘겼다.[7]
- 태평양 전쟁 - 태평양 전쟁을 소개하는 다큐멘터리 드라마로, 매일 밤 20분간 방영, 1968년 100회를 넘겼다.[8]

## 관련 기사
- 동아방송 강제폐방 29년…DNA는 살아있다<상>신문-방송 겸영의 모델 보여주다 - 동아일보 2009.11.30
- 동아방송 강제폐방 29년…DNA는 살아있다<중>시대를 선도한 '방송 프런티어' DBS - 동아일보 2009.12.01
- 동아방송 강제폐방 29년…DNA는 살아있다<하>출연자들이 말하는 '나의 사랑, 나의 DBS' - 동아일보 2009.12.02